# Шайхутдинов, Асхат Шайхутдинович
Асхат Шайхутдинович Шайхутдинов (тат. Әсгать Шәйхетдин улы Шәйхетдинов; 1 декабря 1932 — 7 апреля 2014) — советский и российский спортсмен, тренер по греко-римской борьбе, вольной борьбе и самбо.

## Биография
Родился 1 декабря 1932 года в городе Клин Московской области.
После начала Великой Отечественной войны вместе с матерью переехал в Казань. С 1944 года служил юнгой на сторожевом катере Балтийского флота.
Начал заниматься спортом с 14 лет. Сперва ходил в секцию спортивной гимнастики, затем занялся фехтованием и футболом. В классическую борьбу Шайхутдинова привёл тренер Николай Моряшичев. Занимался Асхат Шайхутдинович в секции общества «Динамо». В 1950 году был призван в армию. После прохождения службы продолжил заниматься борьбой и добился высоких результатов. Жил в Киеве, занимался под руководством тренера Владимира Рыбалко. Выступал за сборную Украины, затем за сборную РСФСР. В 1954 году стал чемпионом РСФСР в личном первенстве, в том же году завоевал бронзовую медаль на чемпионате СССР по вольной борьбе в командном первенстве. В 1956 году стал чемпионом Спартакиады народов РСФСР. В 1957 году стал чемпионом СССР в командном первенстве. Одержал победу на международных турнирах в Софии, Хельсинки, Улан-Баторе и Москве.
С 1955 года — тренер общества «Спартак» по вольной борьбе и сборной команды Татарстана. Работал учителем физкультуры в казанской школе № 13. С 1968 по 1994 год работал на кафедре физвоспитания Казанского сельскохозяйственного института старшим преподавателем, затем доцентом. В 1994—2003 годах — доцент кафедры физической подготовки Казанского юридического института России.
Тренерский стаж Асхата Шайхутдинова составил 53 года. Он подготовил 34 мастера спорта и двух мастеров спорта международного класса — Виктора Маркелова и Владимира Копошкина. Шайхутдинов заложил основы татарской традиционной борьбы на поясах куреш как вида спорта.

## Награды
- Мастер спорта СССР (1956[4])
- Заслуженный тренер РСФСР по вольной борьбе (1970)[3]
- Заслуженный работник физической культуры Российской Федерации (2006)[3]
- Заслуженный работник физической культуры и спорта Республики Татарстан (1970)[3]
- Медаль «За трудовое отличие» (27.04.1957) — «за успехи, достигнутые в деле развития массового физкультурного движения в стране, повышения мастерства советских спортсменов, и успешное выступление на международных соревнованиях»
- Медаль «За трудовую доблесть» (1961)[1]
- Почётная грамота ТАССР (1956)[1]
- Почетный знак олимпийского движения[2]
- Занесён в книгу почёта Казани (2007)[5]